# أحمد مرسي (رسام)
أحمد مرسي (مواليد 1930 بمدينة الإسكندرية) هو فنان تشكيلي مصري وله إهتمامات أخرى في مجال الشعر والنقد.

## حياته
أحمد محمود مرسى ولد في الإسكندرية في عام 1930، ودرس في استوديو الفنان الإيطالي سيلفيو بيتشي وليسانس كلية الآداب قسم لغة إنجليزية جامعة الإسكندرية 1954. وعقب تخرجه توجَّه في العام التالي إلى بغداد. بدأ مشواره في خضم تداعيات الحرب العالمية الثانية، في مجالي الرسم والشعر، ثم لاحقًا في فن الطباعة والفوتوغرافيا، بالإضافة إلى النقدين الفني والأدبي وفي 1974 إنتقل إلى مدينة نيويورك حيث يعيش هناك حتى الأن.